# Крилов Юрій Миколайович
Юрій Миколайович Крилов (рос. Крылов Юрий Николаевич; нар. 11 березня 1930, село Октябрьська фабрика, Красногорський район, Московська область, СРСР — пом. 4 листопада 1979, Москва) — радянський хокеїст, правий нападник. Олімпійський чемпіон.

## Клубна кар'єра
З 1951 по 1965 рік виступав у складі московського «Динамо». Більшість часу грав у одній ланці з Валентином Кузіним та Олександром Уваровим. Чемпіон СРСР 1954 року. П'ять разів здобував срібні нагороди та шість — бронзові. В 1956 році був обраний до символічної збірної. Всього у чемпіонатах СРСР провів 344 матчі (140 голів). Володар кубка СРСР 1953, фіналіст — 1955, 1956.

## Виступи у збірній
У складі національної збірної здобув золоту нагороду на Олімпійських іграх 1956 у Кортіна-д'Ампеццо. Автор першого з двох переможних голів у вирішальному матчі з канадцями. Другий закинув його партнер по ланці, Валентин Кузін.
Чемпіон світу 1954, 1956; другий призер 1955, 1958, 1959. На чемпіонатах Європи — п'ять золотих нагород (1954—1956, 1958, 1959). На чемпіонатах світу та Олімпійських іграх провів 37 матчів (15 закинутих шайб), а всього у складі збірної СРСР — 70 матчів (29 голів).

## Тренерська діяльність
З 1966 по 1975 рік працював тренером у СДЮШОР «Динамо» (Москва).

## Нагороди та досягнення
Заслужений майстер спорту СРСР (1954). У 1957 році був нагороджений медаллю «За трудову доблесть».
| Нагороди         | Команда           | Кіл. | Роки                         |
| ---------------- | ----------------- | ---- | ---------------------------- |
| Олімпійські ігри |                   |      |                              |
| Золото           | СРСР              | 1    | 1956                         |
| Чемпіонат світу  |                   |      |                              |
| Золото           | СРСР              | 2    | 1954, 1956                   |
| Срібло           | СРСР              | 3    | 1955, 1958, 1959             |
| Чемпіонат Європи |                   |      |                              |
| Золото           | СРСР              | 5    | 1954, 1955, 1956, 1958, 1959 |
| Чемпіонат СРСР   |                   |      |                              |
| Золото           | «Динамо» (Москва) | 1    | 1954                         |
| Срібло           | «Динамо» (Москва) | 5    | 1959, 1960, 1962—1964        |
| Бронза           | «Динамо» (Москва) | 6    | 1952, 1953, 1955—1958        |
| Кубок СРСР       |                   |      |                              |
| Володар          | «Динамо» (Москва) | 1    | 1953                         |
| Фіналіст         | «Динамо» (Москва) | 2    | 1955, 1956                   |